# Distretto di Kamimashiki
Il Distretto di Kamimashiki (上益城郡, Kamimashiki-gun?) è uno dei distretti della prefettura di Kumamoto, in Giappone.
Attualmente fanno parte del distretto i comuni di Kashima, Kōsa, Mashiki, Mifune e Yamato.
| Controllo di autorità | VIAF (EN) 259364745 · NDL (EN, JA) 00553823 |